# Parc Ansaldo
El Parc Ansaldo va pretendre ser una urbanització de classe mitjana-alta i es va convertir en un barri marginal situat en una antiga alqueria senyorial de l'Horta d'Alacant, al sud del País Valencià. La urbanització, situada al terme municipal de Sant Joan d'Alacant, va ser construïda entre 1979 i 1982, i si bé en principi va ser un èxit, després de les riuades, hi van arribar famílies conflictives i prompte es va convertir en un important centre de venda i distribució de droga i en un reducte de pobresa, delinqüència i marginació, cosa que va empitjorar en els anys previs als Jocs Olímpics de Barcelona. Després d'intervindre-hi la Generalitat Valenciana, va ser finalment demolida tota la urbanització entre 1998 i 2004, de la qual va quedar només en peus la casa-torre dels Ansaldo, que va passar a ser propietat municipal.

## Etimologia
El Parc Ansaldo deu el seu nom a una antiga finca situada al mateix lloc, anomenada "Finca Ansaldo" o "Torre Ansaldo", la més gran de les moltes establertes durant l'Edat Moderna a l'Horta d'Alacant.

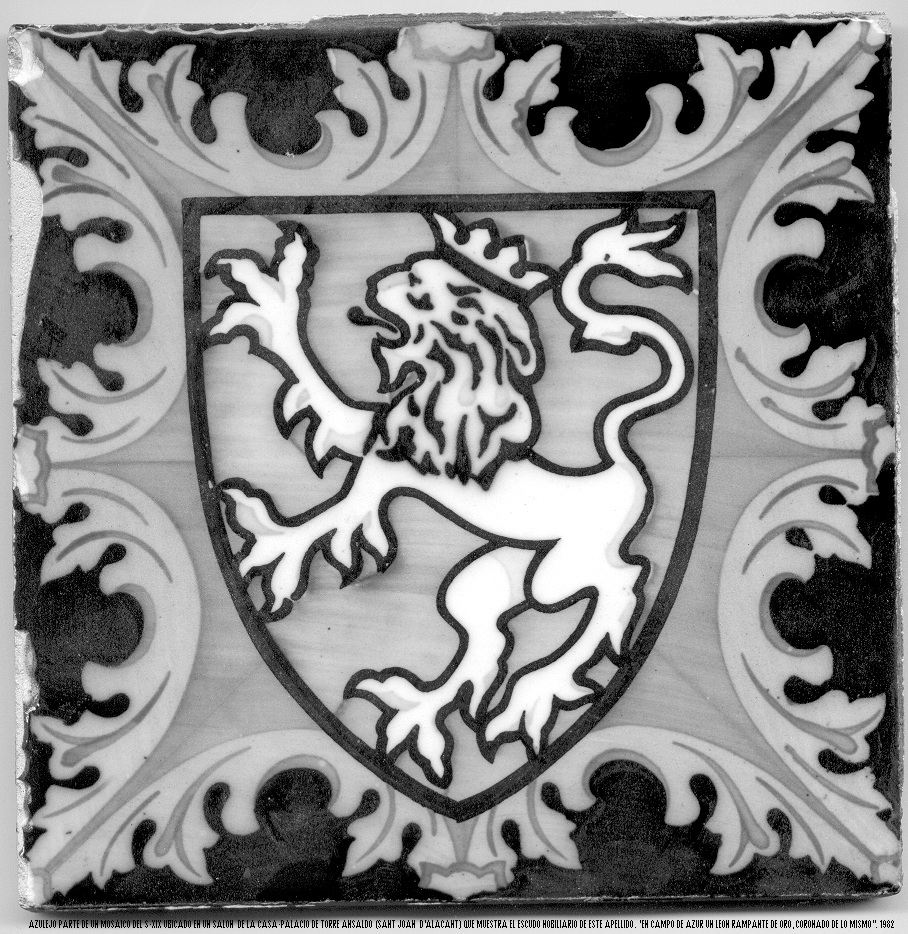
Taulell amb l'escut d'armes de Ansaldo oposat en el saló principal de la Casa-Torre (1982)

Va ser en el seu moment propietat de la noble i rica família alacantina Ansaldo (cavallers procedents de la República de Gènova); considerada Bé d'Interés Cultural (BIC), està situada en la part nord del terme municipal de Sant Joan d'Alacant.
Jaime Ansaldo, va vindre a la Reconquesta al segle xiii i va obtindre propietats a Almoradí. En ple segle xv, una part de la família va marxar a Amèrica, mentre que l'altra es va traslladar a Cartagena i després, a Alacant. D'acord amb el Nobiliari Alacantí de Fra A. Arques i la ressenya de Famílies de la Història d'Alacant del Pare Maltés el primer que va habitar a la ciutat d'Alacant va ser Juan Agustín Ansaldo, Visitador real provinent de Cartagena que va fundar la seua Casa-solar a la citada Casa-Torre de Sant Joan d'Alacant i va ser enterrat a la seua capella familiar situada a la Cocatedral de "Sant Nicolau de Mira" d'Alacant en 1661, tal com testifica la làpida sepulcral que mostra el seu escut nobiliari. Fill d'aquest va ser el Jurat en Cap del Consell de la ciutat d'Alacant al segle xvii Henrique Ansaldo i net Agustín Ansaldo, Fiscal del Rei en l'Horta d'Alacant a mitjan segle XVIII.
D'aquesta família, a principis del segle xix, va haver-hi a Alacant un Síndic de l'Estament dels Nobles, Ignacio Ansaldo que va capitanejar Milícies urbanes en la Guerra d'Independència d'Espanya.
A la Casa-Torre de Sant Joan d'Alacant va nàixer en 1825 Manuel Gómiz sobrenomenat «Ansaldo» per descendir d'aquest cognom, i va ser alcalde d'Alacant en 1890. El 1977 el seu net, el també alcalde d'Alacant Manuel Montesinos Gómiz, va donar la finca a l'ajuntament.

## Els inicis
La urbanització de Parc Ansaldo es va projectar en 1977, per part d'una empresa promotora que va crear la societat de Viviendas Sociales de Alicante S.A. (VISOALSA), en uns moments en què la població de Sant Joan d'Alacant estava creixent de manera vertiginosa. De fet, va passar, com la resta de pobles de la comarca, d'una zona agrícola a una localitat de l'àrea metropolitana d'Alacant. La idea era crear una 'ciutat jardí', això és, una zona residencial allunyada del nucli urbà, on els habitatges serien de protecció oficial amb la finalitat d'ajudar les famílies amb baix nivell de rendes.
El projecte va ser signat pels arquitectes Pedro Casariego i Genaro Alas Rodríguez, impulsors d'un dels estudis d'arquitectura més famosos dels anys 70 (el mateix que, entre uns altres, va dissenyar el desaparegut edifici Windsor); els seus senyals d'identitat van ser "la transparència de línies rectes, el joc de plens i buits i l'ús digne als materials". El projecte va ser fins i tot guardonat amb la Medalla i Diploma amb Esment Especial en el Concurs organitzat pel Consell d'Europa en la seua Campanya Europea per al Renaixement de la Ciutat. En total, el complex urbanístic Parc Ansaldo va nàixer amb 612 habitatges, repartits en 25 blocs i completes amb un abundant i important equipament, inclòs un col·legi i una zona comercial; el terreny ocupava una extensió de més de 13.000 m².
Entre principis de 1981 i finals de 1982, els anuncis en la premsa escrita de la província apareixien de forma abundant i periòdica. Els pisos es promocionaven com uns dels millors pisos d'Europa per 18.642 pessetes al mes, amb una entrada que no arribava a les 400.000 pessetes; el preu total de cada pis rondava els 2,5 milions de pessetes. No obstant això, des del principi es van denunciar deficiències en els habitatges i les vendes no van ser tantes com pensaven els seus promotors; en finalitzar la construcció del barri, un total de 182 habitatges (el 30 % del total) estaven sense vendre i van ser adquirides pel Ministeri d'Obres Públiques (MOPU).

## La riuada de 1982
El 20 d'octubre de 1982, una gota freda va assolar la ciutat d'Alacant, quan es van registrar unes precipitacions equivalents al 60 % de la precipitació anual mitjana en tan sols 7 hores. Els més de 200 mm caiguts van provocar una crescuda de 400 m3 a la Rambla de les Ovelles, que va arrasar el barri de Sant Gabriel, i va provocar la inundació de la ciutat. La riuada va provocar que moltes famílies es quedaren en la més absoluta de les misèries, normalment persones de rendes baixes i amb escassos recursos econòmics.
Com el MOPU (PSOE) era propietari de 182 habitatges de Parc Ansaldo, les administracions públiques van acordar atorgar 96 d'aquests habitatges a damnificats per la riuada. No obstant això, al final només es van adjudicar 32 pisos a afectats per la riuada, mentre que els 64 restants es van adjudicar a famílies gitanes que l'Ajuntament d'Alacant (PSOE) va incorporar a la llista, 'conflictives pel seu desarrelament i per les seues activitats il·lícites, sobretot pel tràfic de drogues'. Ràpidament, els nous inquilins van començar a tindre problemes de convivència amb les més de 300 famílies que ja residien al barri.
Encara quedaven 35 cases buides pertanyents al MOPU. Al desembre de 1983, Serveis Socials de l'Ajuntament d'Alacant (PSOE) va decidir usar-les per erradicar l'infrahabitatge que proliferava per la ciutat i va enviar a famílies de les barraques del Montoto o del Cementeri d'Alacant a Parc Ansaldo.

### L'espiral de degradació
L'arribada de famílies conflictives després de la riuada de 1982 i l'eliminació de l'infrahabitatge en 1983 va propiciar que el sector sud del barri fora ocupat de manera progressiva per clans i màfies que van establir al Parc Ansaldo la seua base d'operacions. La seua presència, capacitat d'intimidació i eficàcia a l'hora d'expulsar a veïns legals del barri va provocar que moltes cases començaren a quedar-se buides, cases abandonades que ocupen immediatament.
Des de ben ràpid, les pàgines de successos dels periòdics locals van incloure referències al Parc Ansaldo de forma contínua; ja al març de 1985 va ser assassinat un home de 32 anys sense que la Guàrdia Civil fos capaç de resoldre el cas.
La xarxa delictiva es va propagar i a principis dels anys 1990 les màfies van donar el salt a la zona nord del barri, on va incrementar la pressió i la violència cap a les famílies que es resistien a marxar-se'n, la qual cosa va empitjorar amb l'emigració de Barcelona.
La situació d'aïllament del Parc Ansaldo pel que fa a la resta de la població de Sant Joan d'Alacant va ajudar al fet que la delinqüència es retroalimentara, allunyada dels habituals controls de les forces de seguretat. Però, al mateix temps, el Parc Ansaldo es va convertir en fossa emissora i receptora de delictes. La distribució de droga a la menuda que es produïa al barri va originar un anar i vindre de drogodependents que recorrien a tot tipus d'actes delictius per aconseguir els diners necessaris amb el qual obtenir la droga: furts en llars, robatoris de radiocassets dels cotxes i altres objectes.
A mitjan 90, els veïns que havien resistit en la dècada dels 80 no van ser capaços de suportar la pressió i van començar a abandonar el barri a un ritme accelerat. Aquest nou èxode va ser de nou aprofitat per les màfies dedicades a la delinqüència, les quals van incrementar la pressió per apropiar-se de més cases, amb les quals van muntar un nou negoci, aquesta vegada de lloguers il·legals d'habitatges a immigrants magrebins. Aquests nous residents del barri també van organitzar màfies que competien amb els clans gitanos pel negoci de la droga, rivalitat que de vegades va acabar en enfrontaments a trets.
Les bandes més perilloses, obertes i preparades per a tot tipus de delictes es disputaven estar presents al barri. La pressió de la Policia Nacional sobre el barri marginal de les Mil Vivendes d'Alacant va estendre els clans a altres zones de l'àrea metropolitana, especialment el Parc Ansaldo. Els pisos del barri servien com a refugi d'homicides, com a punts de venda de droga o per a la distribució a gran escala.
A causa de tot això, en els anys 1990 el municipi de Sant Joan d'Alacant registrava un dels índexs de delinqüència més alts de tot el país. Els delictes de qualsevol tipus se succeïen diàriament i el Parc Ansaldo s'alternava amb poblats d'infrahabitatges o nuclis de drogoaddicció de primera magnitud com Las Barranquillas (Madrid), Can Tunís (Barcelona) o Les Canyes (València).

### Unlumpensocial
Segons informes de la Regidoria de Serveis Socials de l'Ajuntament de Sant Joan, hi havia el 1986 1.235 habitants al barri, diferenciats clarament en dos grups: paios i gitanos. Hi abundaven les famílies nombroses (de 5 a 8 fills); molts eren analfabets i/o no tenien cap qualificació professional. Les dones que treballaven ho feien com a netejadores, venedores de roba interior en mercats ambulants o en clubs nocturns. Els homes que treballaven ho feien, en la seua majoria, com a venedors ambulants o com a obrers sense qualificar, aïllats a causa d'una deficient higiene personal. Els joves de 15 a 20 anys estaven desocupats, passejant pel barri, i moltes famílies es dedicaven a la venda de droga.
De 600 xiquets que es calculava que vivien al barri, només n'estaven escolaritzats 287; l'absentisme i el fracàs escolar eren constants. A partir de 1987, el menjador del col·legi es va fer gratuït (posteriorment, s'havia de fer un pagament simbòlic, però per a les famílies sense recursos, això és per a quasi tots, ho pagava tot Serveis Socials), amb el qual molts xiquets acudien al centre educatiu només per menjar. Quan hi havia batudes de la policia, el nombre d'alumnes en classe disminuïa sobtadament. Periòdicament, molts xiquets hi faltaven també perquè se n'anaven "de compres" amb la seua família, això és, a la Línea de la Concepción a fer apilament de droga procedent del Marroc. D'altra banda, les xiquetes gitanes deixaven d'anar al col·legi només tindre la seua primera regla. En 1987, el centre va ser declarat Centre d'Acció Educativa Singular (CAES). Els robatoris al col·legi van ser constants i continus, igual que eren habituals les amenaces al personal del centre. En una ocasió (al novembre de 1994) uns impactes de bala van trencar uns cristalls en plena classe. El 30 de gener de 1997 un home va ser assassinat a la porta del col·legi, just al començament de les classes, per un assumpte de tràfic d'heroïna.
Segons Serveis Socials, l'any 1992, famílies gitanes constituïen el 80 % dels habitants del barri, encara que ja era freqüent l'arribada de població marroquina i algeriana. Segons els seus informes, moltes famílies mancaven d'hàbits higiènics, tant de les seues persones com dels xiquets i dels habitatges; en un percentatge elevat, les relacions familiars estaven desestructurades, la qual cosa suposava una manca afectiva cap als menors que repercutia en el seu desenvolupament. L'alimentació era deficient i poc equilibrada, amb un baix consum de llet, menjades a deshores i sobretot a base d'entrepans. Amb el pas dels anys, els informes de Serveis Socials seguien presentant aquest panorama desolador, encara que agreujat d'any en any.

### La demolició del barri
El clima d'inseguretat ciutadana provocat per la presència del barri va posar el Parc Ansaldo en un dels principals problemes de la política del municipi de Sant Joan d'Alacant. Durant la segona meitat dels anys 1980 i primera meitat dels anys 1990, els partits polítics proposaven únicament la intervenció social i la rehabilitació urbana del barri. L'últim pla en aquest sentit va ser proposat el 1994 per la Generalitat Valenciana, encara que no es va arribar a executar.
En la campanya electoral municipal de 1995, els partits polítics de Sant Joan van incloure als seus programes electorals la necessitat de transformar radicalment el barri. En 1996, l'alcalde Francisco Burillo (Partit Popular) va encarregar un informe a l'efecte de valorar una possible demolició del barri. Al març de 1997, una moció de censura presentada per PSOE, EU i BNV va desbancar el PP de l'alcaldia: l'objectiu més important del nou govern municipal, presidit pel socialista Francisco Seva, consistia en la demolició del Parc Ansaldo.
En un informe encarregat per la Regidoria d'Urbansime es va proposar l'eliminació de l'edificació existent, la urbanització i execució de les infraestructures del barri, el reequipament del barri i connectar-lo amb la trama urbana. L'11 d'agost de 1997 el ple municipal va acordar la contractació de la redacció d'un projecte urbanístic mitjançant concurs públic, el qual va ser adjudicat el 15 de desembre i presentat per l'equip redactor el 12 de maig de 1998. El 8 de juny el ple municipal va donar suport al projecte. El 10 de juny de 1998, basant-se en l'estat de ruïna imminent dels edificis, va ser derrocat el primer bloc.
En 1999, amb la participació de l'IVVSA i dels Serveis Socials de la Generalitat (PP), es va crear la Comissió de Seguiment del Parc Ansaldo, organisme gestor de tot el procés de reforma urbana. En la part econòmica, l'Ajuntament de Sant Joan d'Alacant va signar un conveni urbanístic amb la signatura Gesinar S.L., pertanyent al grup Argentaria, el qual ostentava la propietat de 408 habitatges (dues terceres parts del total del barri). En aquest conveni l'empresa es comprometia a 'impulsar els enderrocaments' i a gestionar les propietats existents en mans privades, fet que garantiria el dret de reallotjament als propietaris residents al Parc Ansaldo.
Tots els partits polítics amb representació municipal (PSOE, PP, EU i BNV), amb el suport d'organitzacions veïnals, van convocar una manifestació el dia 12 de febrer de 1999 amb l'objectiu de "expressar públicament i pacífica la repulsa ciutadana davant les reiterades agressions que pateixen en les seues persones i béns". La manifestació va tindre un gran èxit de convocatòria i va suposar una esquenada a la política de demolició.
Les eleccions municipals del 13 de juny de 1999 van donar la majoria absoluta al PSOE, encara que va seguir governant amb els socis de l'anterior legislatura (EU i BNV). Els tres grups van assumir el programa electoral socialista que proposava la demolició total del Parc Ansaldo.
Els enderrocaments es van seguir produint fins al novembre de 1999, quan la demolició de diversos blocs (tots ells propietat de Gesinar i que havien estat ocupats il·legalment) va acabar en forma de batalla campal. 150 efectius de grups especials de la Guàrdia Civil van haver d'escortar els funcionaris judicials que van realitzar els desallotjaments i dos edificis van resultar incendiats. L'alcalde va ser amenaçat de mort per les màfies del barri, per la qual cosa va haver de mantindre durant mesos seguretat privada al seu domicili, i els grups parlamentaris municipals del PSOE i EU van ser pressionats per les seues direccions regionals per detindre la demolició. Una campanya en diversos mitjans de comunicació d'àmbit provincial i nacional es va dedicar a titlar de racistes a la població i als polítics de la localitat, la qual cosa va indignar a la majoria de la població i va provocar que els polítics locals aconseguiren un major suport per seguir endavant amb la política de demolició.
Al desembre de 2002, la conselleria d'Obres Públiques de la Generalitat i l'Ajuntament van signar un conveni pel qual es comprometien a concloure la demolició íntegra del barri i a urbanitzar de nou tota la zona.
Finalment, el 29 de juliol de 2004 van ser demolits els dos últims blocs del Parc Ansaldo. Van quedar només en peus el col·legi (tancat, en desús i saquejat diversos mesos després de l'últim enderrocament) i la Torre d'Ansaldo, edificació del segle xvi declarada Bé d'Interés Cultural.

## Renaixement: projecte "L'Alqueria"
Amb la finalitat d'evitar associacions amb el barri marginal, el projecte urbanístic per a la zona va passar a denominar-se "L'Alqueria", en substitució de l'antic nom de "Parc Ansaldo". En la primavera de 2006 va començar la urbanització de les 20,20 hectàrees del nou barri, on es va projectar la construcció de 1.025 habitatges al voltant d'un gran parc central, integrat al nucli urbà de Sant Joan d'Alacant mitjançant un gran bulevard (fugint del model anterior d'urbanització segregada del nucli urbà).
En l'actualitat, els carrers i el gran parc central estan plenament urbanitzats i els primers blocs de cases són ocupats pels seus propietaris, mentre continua la construcció d'altres blocs. El 2014, la recuperació de la Casa-torre ha sigut iniciada per l'Ajuntament de Sant Joan d'Alacant.